# Karlavagnen
Karlavagnen es un popular programa de radio de Suecia que se emite por las tardes de lunes a viernes en el canal P4 de Sveriges Radio. 
El programa comenzó a emitir el 18 de enero de 1993, contando con Lisa Syrén y Bengt Grafstöm como presentadores. Actualmente, el programa se emite entre las 21:40 y la medianoche con presentadores diferentes: Bosse Pettersson, Kjell-Peder Johansson, Stina Wollter y Marcus Birro.
Su nombre de debe a uno de los asterismos de la Osa Mayor, "el carro" (Karlavagnen en sueco). El programa gira en torno a debates y tertulias, pudiendo el oyente llamar al programa para participar en las discusiones.